# Parcel InterCity

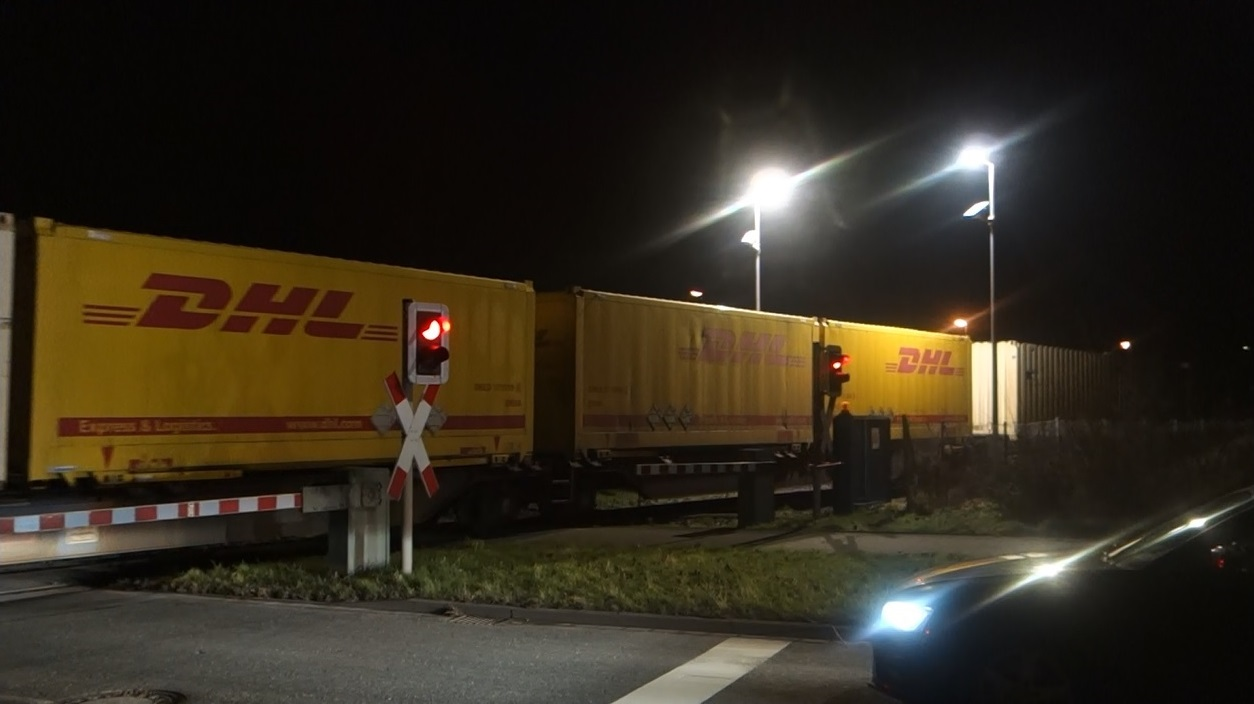
Ausfahrt des als „Parcel Intercity“ bekannten schnellen Nachtsprung-Güterzuges nach Berlin aus dem Gelände des DHL-Logistikzentrums in Unna (Westfalen), Februar 2016

Der Parcel InterCity (PIC) wurde als spezieller Güterzug von Railion (heute DB Cargo) und Danzas (heute DHL) konzipiert. Er verkehrt seit dem Jahr 2000 regelmäßig zwischen wichtigen Paketzentren in Deutschland (daher der Name) und ist einer der schnellsten Güterzüge Deutschlands. Er ist nicht zu verwechseln mit den auch Post InterCity genannten nächtlichen ExpressIC-Zügen, die mit Post-Mitarbeitern besetzt waren und von 1980 bis 1997 in Deutschland verkehrten.
Der PIC verbindet die Paketzentren im Nachtsprung, d. h. mit sehr späten Abfahrtszeiten (ca. 21 Uhr) und sehr frühen Ankunftszeiten (ca. 4 Uhr). Um dies zu gewährleisten, wird der PIC bei der DB Netz als sogenannte Güterverkehrs-Expresstrasse bestellt (Kosten +65 %), so dass er Vorrang vor praktisch allen anderen Zügen hat. Außerdem wurden anfangs moderne Triebfahrzeuge der Baureihe 182 von DB Cargo oder Baureihe 101 von DB Fernverkehr und für höhere Geschwindigkeiten zugelassene Wagen eingesetzt, die eine Fahrt mit bis zu 160 km/h erlaubten.
Die Züge fuhren zunächst mit 140 km/h unter konventioneller Signalisierung bzw. 160 km/h unter Linienzugbeeinflussung. Sie lag damit 40 km/h über der typischen Güterzug-Höchstgeschwindigkeit von 100 bzw. 120 km/h. Da die Kapazität einer Eisenbahnstrecke jedoch umso höher ist, je enger die Geschwindigkeiten der Züge beieinander liegen, hatten die schnellen Nachtgüterzüge einen überproportionalen Kapazitätsverbrauch zur Folge. Inzwischen verkehren sie nicht mehr als eigene Zuggattung und ihre Höchstgeschwindigkeit wurde herabgesetzt auf 120 km/h (Ost-West-Achse & Flügelzug Süd-West Kornwestheim–Würzburg als Zuggattung KT) bzw. 140 km/h und als Zuggattung EX auf der Nord-Süd-Achse. Dies liegt auch unter anderem daran, dass keine geeigneten Lokomotiven mehr bei DB Cargo zur Verfügung stehen. Die 25 Loks der Baureihe 182 wurden an DB Regio in Berlin und Dresden abgegeben und damit bei der DB nicht mehr im Güterverkehr eingesetzt. Außerdem war der Stromverbrauch in Relation zur Fahrzeit zu hoch. Auch standen in Deutschland nur vier Güterwagenparks mit EP-Bremse mit Zulassung für 160 km/h zur Verfügung, deren Wartung im Übrigen auch aufwendiger und kostenintensiver war (Scheibenbremse etc.). Pakete zwischen den Paketzentren transportieren sie jedoch nach wie vor (Stand: Dezember 2016) auf der Ost-West-Achse Unna – Bönen – Hamm (Westfalen) –  Berlin sowie auf der Nord-Süd-Achse Hamburg-Billwerder – München-Riem.

## Betrieb
Aufgrund Abgabe von Lokomotiven der Baureihe 182 von DB Cargo an DB Regio und des seitdem herrschenden Mangels an Lokomotiven, die schneller als 140 km/h sind, ist die erste Höchstgeschwindigkeit der PIC-Züge zurzeit (Stand: Oktober 2012) von 160 km/h auf 140 km/h reduziert. Weitere Gründe für diese Reduzierung sind die geringeren Anforderungen an die Bremstechnik der eingesetzten Wagen (und somit erhöhte Flexibilität im Wageneinsatz) sowie das wesentlich einfachere „Mitschwimmen“ im Gefüge der durchweg langsameren nächtlichen Güterzüge.
Für die Relation auf der Schnellfahrstrecke Hannover–Würzburg werden jeweils zwei Zubringerzüge aus Kornwestheim (Abfahrt 21:09 Uhr) und München-Riem (Abfahrt 20:15 Uhr) in Würzburg Hbf zusammengekuppelt und mit Doppeltraktion der Baureihe 152 nach Hamburg-Billwerder transportiert (Ankunft 4:10 Uhr). In der Gegenrichtung verkehrt der Zug von Hamburg-Billwerder (Abfahrt 20:28 Uhr) nach Würzburg Hbf und wird dort geteilt. Der vordere Zugteil verkehrt nach München-Riem (Ankunft 4:25 Uhr), der hintere Zugteil nach Kornwestheim (Ankunft 3:17 Uhr).
Ein zweites PIC-Zugpaar verkehrt auf der Relation Unna–Berlin Westhafen. In West-Ost-Richtung verlässt der Zug das KLV-Terminal Unna-Königsborn planmäßig um 20:30 Uhr. In Hamm Rbf wird eine weitere Wagengruppe angekuppelt und die Traktion von Diesel auf eine E-Lok der Baureihe 145 gewechselt. Diese befördert den Zug via Hannover nach Wustermark Rbf, wo der Zug wiederum auf Dieseltraktion umgespannt wird. Zwei Dieselloks bringen den Zug anschließend nach Berlin (Ankunft 2:59 Uhr). In der Gegenrichtung wird umgekehrt verfahren. Der Zug verlässt Berlin um 20:48 Uhr und erreicht Unna um 2:46 Uhr.
Seit der Einführung neuer Zuggattungen zum Winter-Fahrplanwechsel 2011 wird die Bezeichnung PIC offiziell nicht mehr genutzt. Die Züge verkehren nun als KT (Kombizug zwischen Terminals) bzw. EX (Express-Trasse, 50000/50001) und tragen Zugnummern zwischen 50000 und 50019.
In Abweichung von § 40 (2) EBO, der eine Höchstgeschwindigkeit von 120 km/h für Güterzüge in Deutschland vorsieht, erlaubt eine Ausnahmezulassung vom 2. Juni 2003 der DB-Güterverkehrssparte den Betrieb von Güterwagen mit einer Geschwindigkeit von mehr als 120 km/h.

## Geschichte
Der klassische Bahnpostverkehr bestand in den 1970er- und 1980er-Jahren einerseits aus einzelnen Postwagen, die in gewöhnlichen Reisezügen mitgeführt wurden, andererseits aber auch aus verschiedenen eigenen Zuggattungen wie Express-Eilzug (ExprE), Express-D-Zug (ExprD) und dem 1980 eingeführten Spitzenprodukt Express-IC (ExprIC, umgangssprachlich bisweilen auch Post-Intercity genannt), die allein dem Post- und ggf. Expressgutverkehr dienten. Es gab spezielle Bahnpostwagen, in denen hauptsächlich Brief-, aber auch Paketsendungen während der Fahrt sortiert wurden. Die ExprIC-Züge bestanden nur aus Wagen, die für 200 km/h zugelassen waren; die anderen Gattungen konnten neben den Bahnpostwagen auch herkömmliche gedeckte Güterwagen für 120 km/h mitführen, in denen sich nur Pakete befanden und keine Mitarbeiter. In unmittelbarer Nähe vieler Hauptbahnhöfe befanden sich Einrichtungen der Bundespost, in denen die Postsendungen sortiert wurden und von denen aus die Postzüge be- und entladen wurden; das System war historisch gewachsen und auf eine Mitnutzung der Fernzüge des Personenverkehrs ausgelegt.
Bis 1991 galt für Güterzüge eine Höchstgeschwindigkeit von 120 km/h. Mit der Inbetriebnahme des ICE und zweier wichtiger Neubaustrecken richtete die Deutsche Bundesbahn im Juni 1991 erstmals 160 km/h schnelle Güterzüge des Stückgut- und Kombinierten Verkehrs mit speziell ertüchtigten Wagen zwischen Hamburg und München bzw. zwischen Bremen und Stuttgart ein. Dieses Angebot (InterCargoExpress), das sich grundsätzlich an alle Verlader richtete, wurde jedoch aus wirtschaftlichen Gründen 1995 eingestellt.
In den 1990er-Jahren ging das auf der Schiene transportierte Postaufkommen stetig zurück. Dies hatte mehrere Ursachen: zum einen die Separierung von Brief- und Paketdienst und damit einhergehend von 1994 bis 1998 die Konzentration des Briefverkehrs auf 83 Briefzentren und des Paketverkehrs auf 33 Frachtpostzentren.
Zum anderen machten (nach Angaben der Deutschen Post) fehlende schnelle Fahrplantrassen für den Nachtsprung den Posttransport mit der Bahn unattraktiv. Daher wurde am 31. Mai 1997 der klassische Bahnpost-Verkehr eingestellt. Die verbliebenen Posttransporte auf der Schiene (in Güterwagen) machten deutschlandweit 1999 gerade einmal zehn Prozent (800 t) des Gesamtaufkommens von 8.000 t Paketen je Nacht aus (wochenends allerdings bis 50 %). (Zum Vergleich: Ein einziger Güterzug hat typischerweise bereits eine Masse von über 800 t.)
Nach längeren Verhandlungen schlossen die damalige DB Cargo und Danzas Euronet am 15. Juli 1999 einen Vertrag zur Einrichtung neuer Schnellpostzüge. Am 11. Januar 2000 gingen entsprechende Verbindungen zwischen Hamburg und München über Würzburg, mit Flügelzügen in Würzburg nach Kornwestheim und Nürnberg. Die täglich 16 Züge wurden von Lokomotiven der Baureihe 101 und schnellen Gütertransportwagen (Gattung Sgss703) gebildet. Geladen wurden ISO-Container und Wechselbehälter. 30 Prozent der Stellflächen wurden dabei für Bahnpost genutzt, der Rest wurde anderen Kunden angeboten.
Zum 30. Januar 2000 wurden im Rahmen eines dreimonatigen Pilotprojekts zunächst elf PIC-Züge eingerichtet, davon vier als Bedarfszüge. Damit wurden 13 von 33 Frachtzentren der Post an das PIC-Netz angeschlossen. In einem Zeitfenster zwischen 20 und 5 Uhr wurden insgesamt 120 Ladeeinheiten transportiert, davon 40 für Frachtpost und 80 Einheiten zur freien Verfügung. Die Verteilung in die Fläche erfolgte mit Lkw. Der Vertrag über die Durchführung des PIC-Verkehrs sah eine zugesicherte Pünktlichkeit von mindestens 94 Prozent vor; bei unter 90 Prozent war die Möglichkeit der fristlosen Kündigung für die Deutsche Post vorgesehen. Bei Erfolg des Pilotprojekts sollte das Nord-Süd-Netz (2.194 Trassenkilometer) auf ein Ost-West-Netz von insgesamt 7.700 km ausgedehnt werden. In den ersten Betriebsmonaten lag die Pünktlichkeit bei 96,5 Prozent. Die Auslastung durch die Post lag bei 80 Prozent.
Die Konstruktion der PIC-Fahrpläne erforderte weitreichende Anpassungen an den Fahrlagen anderer Güterzüge. Nachdem erste Fahrplanstudien untragbare Beförderungszeitverlängerungen von mehr als 45 Minuten für andere Güterzüge ergeben hatten, wurden die Züge im Neubaustreckenabschnitt Hannover–Kassel im Gegengleis mit fliegenden Überholungen konventioneller Güterzüge trassiert.
Ab November 2000 wurde ein zusätzliches Zugpaar zwischen Norddeutschland und Stuttgart-Kornwestheim bestellt. Anfang 2001 war der Aufbau einer PIC-Linie zwischen Berlin und dem Ruhrgebiet für Frühjahr 2001 geplant. Die Auslastung der PIC-Pilotlinie zwischen Hamburg und München war bis Anfang 2001 dabei von 24 auf 80 Container täglich gestiegen. Zu den Kunden zählten dabei, neben der Post, der Otto-Versand, die Danzas-Tochter Eurocargo und Ikea.
Ab dem 11. Juni 2001 wurde das Angebot auf insgesamt 16 PIC-Züge ausgebaut. Neu aufgenommen wurden die Relationen Berlin – Ruhrgebiet sowie München – Berlin. Erstmals wurde damit ein Ost-West-, Ost-Süd- und Süd-West-Verkehr angeboten. Als Rollendes Material kommen auf diesen Verbindungen 6-achsige Containertragwagen der Baureihe Sdggmrs 739 zum Einsatz. Diese sind für eine Geschwindigkeit von 140 km/h zugelassen. Als Lokomotiven kommen die Neubauloks aus dem DB-Cargo-Fuhrpark zum Einsatz.
Aufgrund mangelnder Auslastung wurde das Ende 2001 geschaffene Ost-West-Angebot zwischen Berlin und Köln Ende 2002 wieder eingestellt. Im Nord-Süd-Verkehr wurde Ende 2002 dabei eine durchschnittliche Auslastung von 75 Prozent erreicht. Mitte 2003 kündigten DB und Deutsche Post an, die Verbindung zwischen Köln und Berlin Anfang 2004 zu reaktivieren, um zusätzliche Paket- und Expresssendungen auf der Schiene zu transportieren.
Nach der Umbenennung von Danzas in DHL Anfang 2003 wurde die PIC-Lokomotive 182 009-1 im Sommer 2003 als Werbeträger in einer Kombination der Hausfarben von Railion und DHL/Deutsche Post Worldnet umgestaltet.
In der Vorweihnachtszeit erhöht sich das Paketaufkommen bei DHL und anderen Paketdiensten stark. Die Regelzüge reichen dann nicht aus, und es werden Sonderzüge eingesetzt, die meist am Wochenende und dann auch tagsüber verkehren. Ende 2014 fuhr die damalige DB Schenker (heute DB Cargo) beispielsweise „62 zusätzliche Züge mit einer Stellplatzkapazität für rund 2.900 Container. Darin war Platz für rund drei Millionen Sendungen. Die Güterbahn hat damit so viele Weihnachtspakete wie nie zuvor transportiert.“
Inzwischen (Stand: 2021) plant die Deutsche Post DHL Group, an Anteil der Paketsendungen auf der Schiene von zwei Prozent zunächst zu verdreifachen und langfristig auf bis zu 20 Prozent zu erhöhen. Dies sei abhängig von „politischen Weichenstellungen, der Verfügbarkeit leistungsfähiger Trassen und Gesprächen mit den Eisenbahnverkehrsunternehmen“. Während Transporte auf der Schiene bereits am Wochenende eine wichtige Rolle spielten, bestünde während der Woche erhebliches Verbesserungspotential für Sendungen im „Nachtsprung“. Dazu zählten beispielsweise der Einsatz flexiblerer Reach-Stacker in Umschlagbahnhöfen, Wagen mit Zulassung für nur relativ geringe Zuladung jedoch Höchstgeschwindigkeiten von 160 oder 180 km/h sowie die Nutzung von Hochgeschwindigkeitsstrecken für den leichten Güterverkehr in den Nachtstunden.